# Hugo Mamba-Schlick
Hugo Mamba-Schlick, född 1 februari 1982, är en friidrottare från Kamerun. Han deltog vid olympiska sommarspelen 2008.